# 御所村 (岩手県)
御所村（ごしょむら）は、昭和30年（1955年）まで岩手県岩手郡の南西部に存在していた村。現在の雫石町西安庭・鶯宿・南畑・繋および盛岡市繋にあたる。

## 地理
- 河川：雫石川、矢櫃川、南川

## 沿革
- 明治22年（1889年）4月1日 - 町村制施行にともない、西安庭村・鶯宿村・繋村・南畑村の計4か村が合併して南岩手郡御所村が発足。
- 1897年（明治30年）4月1日 - 郡の統合により南岩手郡と北岩手郡が合併し、岩手郡が復活[1]。岩手郡御所村となる。
- 昭和30年（1955年）4月1日 - 雫石町・御明神村・西山村と合併し、新制の雫石町となる。

## 行政

### 歴代村長
| 代 | 氏名         | 就任                   | 退任                      | 備考 |
| -- | ------------ | ---------------------- | ------------------------- | ---- |
| 1  | 高藤長助     | 明治22年（1889年）5月  | 明治30年（1897年）5月     |      |
| 2  | 石井保蔵     | 明治30年（1897年）5月  | 明治37年（1904年）5月     |      |
| 3  | 高橋重三郎   | 明治37年（1904年）5月  | 明治41年（1908年）11月    |      |
| 4  | 沢田他人     | 明治41年（1908年）12月 | 明治45年（1912年）4月     |      |
| 5  | 土川連三     | 明治45年（1912年）5月  | 大正3年（1914年）6月      |      |
| 6  | 高橋助三郎   | 大正3年（1914年）6月   | 大正7年（1918年）6月      |      |
| 7  | 米田秀堅     | 大正7年（1918年）11月  | 大正8年（1919年）1月      |      |
| 8  | 高橋庄吉     | 大正8年（1919年）1月   | 大正15年（1926年）5月     |      |
| 9  | 高橋清       | 大正15年（1926年）5月  | 昭和11年（1936年）8月     |      |
| 10 | 細川与左衛門 | 昭和12年（1937年）3月  | 昭和20年（1945年）2月     |      |
| 11 | 高橋清次郎   | 昭和20年（1945年）3月  | 昭和21年（1946年）12月    |      |
| 12 | 高橋貞継     | 昭和22年（1947年）4月  | 昭和30年（1955年）3月31日 |      |